# Haplobunodon
L'aplobunodonte (gen. Haplobunodon) è un mammifero artiodattilo estinto, appartenente ai cheropotamidi. Visse tra l'Eocene medio e l'Eocene superiore (circa 40 - 34 milioni di anni fa) e i suoi resti fossili sono stati ritrovati in Europa.

## Descrizione
Questo piccolo erbivoro era della taglia di un odierno tragulo e l'aspetto era forse simile a quest'ultimo, ma possedeva zampe più corte e una lunga coda. Haplobunodon era caratterizzato dalla presenza di bolle timpaniche (strutture che proteggono le ossa dell'orecchio) non ossificate, e da coane che si aprivano all'altezza del terzo molare superiore. La mandibola era dotata di un ramo orizzontale piuttosto basso, che cresceva in spessore nella zona tra il primo premolare e il terzo molare, e di un'apofisi angolare ben evidente. I molari erano brachidonti (a corona bassa) e bunodonti, simili a quelli degli antracoteriidi, ma dalla struttura più semplice. I molari inferiori, tuttavia, richiamavano anche quelli di Dichobune. I premolari inferiori erano corti; il quarto premolare inferiore era massiccio e dalla struttura aberrante, a causa del robusto denticolo interno di fronte alla punta principale. I primi premolari erano assenti, ed erano presenti lunghi diastemi.

## Classificazione
Haplobunodon è il genere eponimo degli aplobunodontidi (Haplobunodontidae), un gruppo di artiodattili primitivi tipici dell'Eocene, spesso inclusi nei cheropotamidi. Inizialmente venne considerato un rappresentante arcaico della famiglia degli antracoteriidi. 
Il genere Haplobunodon venne istituito da Deperet nel 1908; la specie tipo è Haplobunodon lydekkeri, nota per un cranio con mandibola rinvenuto nell'Isola di Wight (Inghilterra) e risalente all'Eocene superiore. Altre specie attribuite a questo genere sono H. venatorum (i cui fossili sono stati ritrovati nella zona di Creechbarrow, sempre in Inghilterra), H. meridionale (St. Maximin, Francia) e H. solodurense, dell'Eocene medio, rinvenuta nei pressi di Egerkingen in Svizzera e considerata ancestrale alle altre. La specie H. muelleri, anch'essa ritrovata a Egerkingen, è stata in seguito considerata più vicina ai generi Lophiobunodon e Tapirulus (Hooker e Thomas, 2001), così come la specie H. ruetimeyeri di Mormont (Francia) è stata in seguito ascritta al genere Amphirhagatherium (Erfurt e Metais, 2007). Esemplari completi, rinvenuti nella zona di Geiseltal in Germania e denominati H. cf. muelleri, sono stati avvicinati a H. lydekkeri, benché considerati più arcaici (Erfurt e Metais, 2007).